# Pavel Vrána (fotbalista)
Pavel Vrána (* 13. července 1985 v Brně) je český fotbalový útočník, od července 2013 bez angažmá.

## Klubová kariéra
Svoji fotbalovou kariéru začal v FC Zbrojovka Brno. Mezi jeho další kluby patří: 1. FC Slovácko, FC Nitra (Slovensko), 1. HFK Olomouc, FK Dukla Praha, MFK Karviná, Piast Gliwice (Polsko) a FK Dukla Banská Bystrica (Slovensko).